# Pius August in Beieren

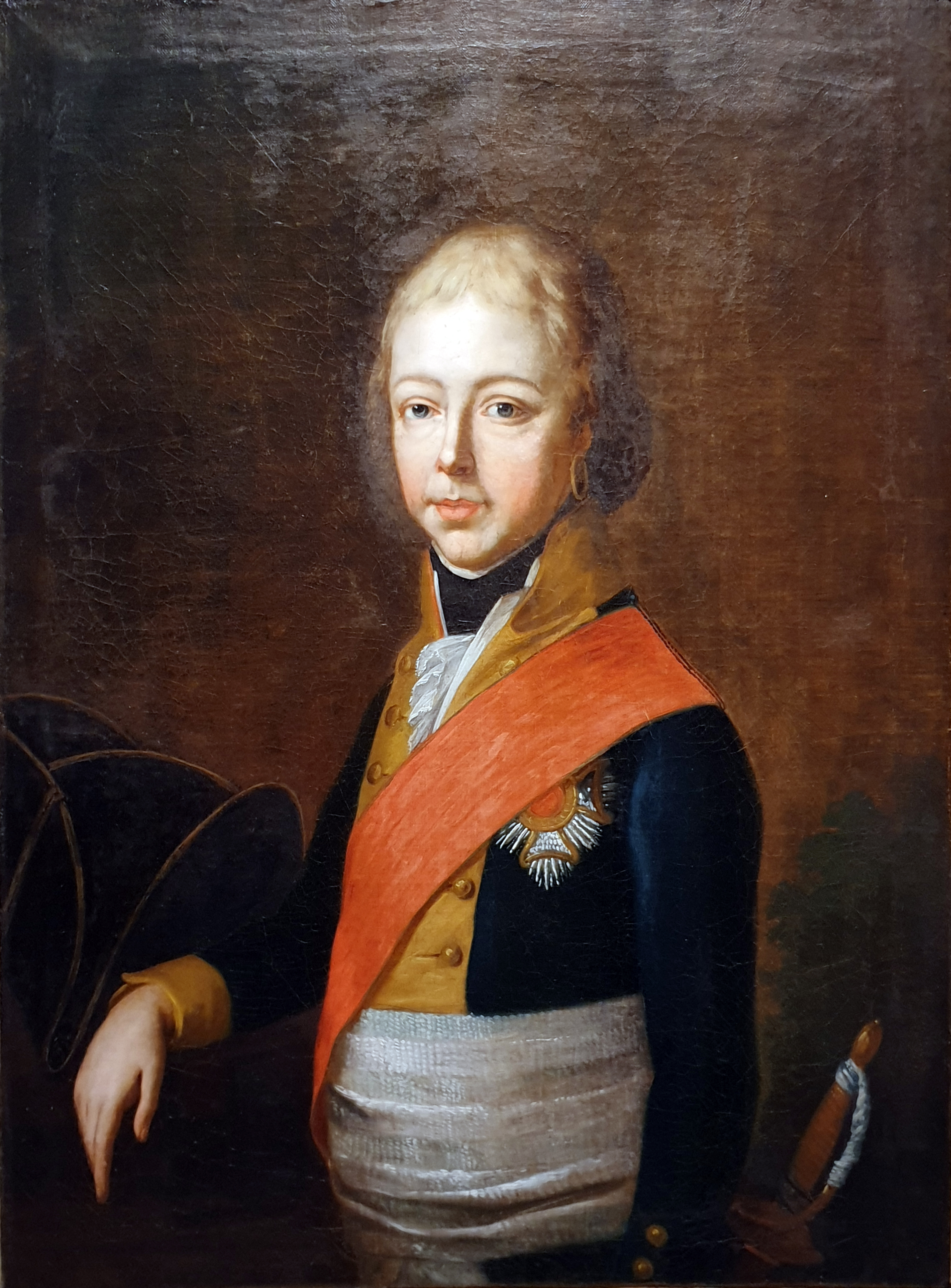
Pius August in Beieren

Pius August, hertog in Beieren (Landshut, 1 augustus 1786 – Bayreuth, 3 augustus 1837) was een hertog in Beieren uit het huis Wittelsbach.
Pius August was het derde kind van hertog Wilhelm in Beieren en prinses Maria Anna von der Pfalz-Zweibrücken.
In 1807 trouwde hij met prinses Amalia Louise van Arenberg. Met haar kreeg hij een zoon: Maximiliaan Jozef in Beieren en was zo de grootvader van Elisabeth van Oostenrijk-Hongarije, ook bekend als keizerin Sisi, en de overgrootvader van de Belgische koningin Elisabeth.